# دوروية المزاج
دَورَويّة المزاج أو اضطراب المزاج الدوروي هو نوع مزمن من أنواع اضطراب المزاج تناوب فيه فترات تظهر فيها أعراض اكتئابية وفترات تظهر فيها أعراض الهوس الخفيف ومع ذلك، فإن هذه الأعراض غير كافية لتكوين مشهد اكتئابي كبير أو مشهد هوسي. يجب أن تستمر الأعراض لأكثر من عام عند الأطفال وعامين عند الراشدين. ويعتبر بشكل أوسع نوع خفيف من اضطراب ثنائي القطب.
تحدث نوبات من الاكتئاب وهبوط المعنويات وعدم الحماس لاي شيء فتتحرك كالأنسان الالي لأداء الواجبات المفروضة عليها بلا أي روح وتستمر هذه الحالة أياماً أو أسابيع قليلة ثم تعود الشخصية إلى حالتها الطبيعية أو إلى حالة عكسية تماماً من المرح والسرور والشعور الغامر بالسعادة والحماس وتستمر هذه الحالة أيضا أياماً أو أسابيع قليلة ثم يعود إلى حالة الأكتئاب وتظل هذه الشخصية متقلبة بين المرح والأكتئاب وتتاثر بالتقلابات وتثيرها أكثر مما ينبغي.
السبب غير معروف. تتضمن عوامل الخطورة وجود تاريخ عائلي للإصابة باضطراب ثنائي القطب. يختلف اضطراب دوروية المزاج عن الاضطراب ثنائي القطب في أن الاكتئاب الشديد أو الهوس أو الهوس الخفيف لم يحدث أبدًا.
العلاج عادة بالاستشارة ووصف مثبتات المزاج مثل الليثيوم. تشير التقديرات إلى أن 0.4-1% من الناس يختبرون اضطراب المزاج الدوري في مرحلة ما من حياتهم. تبدأ الإصابة عادة في مرحلة الطفولة المتأخرة وحتى الرشد الباكر. يتأثر الذكور والإناث بنسبة متساوية غالبًا.

## الأعراض
يعاني الأشخاص المصابون بداء دوروية المزاج من الأطوار الاكتئابية والأطوار الهوسية (وهي أقل حدة من المشهد الهوسي الكامل). تستمر أعراض الاكتئاب والهوس في دوروية المزاج فترات متغيرة من الوقت بسبب الطبيعة غير المستقرة والتفاعلية للاضطراب. تشبه الأطوار الاكتئابية  اضطراب الاكتئاب الشديد وتتميز بالأفكار والأحاسيس المتبلدة وعدم وجود دافع للأنشطة الفكرية أو الاجتماعية. معظم الأشخاص الذين يعانون من اضطراب دوروية المزاج يعانون من التعب بشكل عام ويميلون إلى النوم المتكرر ولفترات طويلة من الزمن. بينما يعاني أشخاص آخرون من الأرق.
من الأعراض الأخرى للاكتئاب في هذا الاضطراب اللامبالاة تجاه الأشخاص أو الأنشطة التي كانت مهمة للغاية. يؤدي الاكتئاب في هذا الاضطراب أيضًا إلى صعوبة اتخاذ القرارات. ويميل الأشخاص الذين يعانون من هذه الحالة إلى توجيه الانتقاد ويتذمرون بسهولة. الأفكار الانتحارية شائعة، حتى في الأشكال الخفيفة من دوروية المزاج. في الحالة الاكتئابية، يعاني الأشخاص المصابون بداء دوروية المزاج أيضًا من الشكاوى البدنية ومنها الصداع المتكرر والضيق في الرأس والصدر والإحساس بالفراغ في الرأس والضعف وفقدان الوزن وفقدان الشعر.
العامل الذي يميّز بين الاكتئاب النموذجي والاكتئاب في دوروية المزاج هو أنه في الاكتئاب في دوروية المزاج، هناك أطوار من الهوس الخفيف. يمكن للأشخاص الذين يعانون من اضطراب دوروية المزاج التحول من حالة الاكتئاب إلى الحالة الهوسية الخفيفة دون إنذار لهم أو للآخرين. مدة وتواتر الأطوار لا يمكن التنبؤ بها.
في الحالة الهوسية الخفيفة، تصبح أفكار المريض أسرع ويصبح المريض اجتماعيًا وكثير الكلام. قد ينخرط في فورات الإنفاق، والأفعال العفوية، وزيادة احترام الذات، والغرور. على النقيض من الحالة الهوسية العادية التي قد ترتبط بالاضطراب ثنائي القطب I، تكون الأعراض في المرحلة الهوسية الخفيفة عمومًا أقل حدة.

### الأمراض المرافقة
يحدث اضطراب دوروية المزاج بالترافق مع اضطرابات أخرى. بين 20-50% من الأشخاص الذين يعانون من الاكتئاب والقلق والاضطرابات المتعلقة يعانون أيضًا اضطراب دوروية المزاج. عندما يسعى الأشخاص المصابون بدوروية المزاج إلى الحصول على المساعدة في الصحة النفسية، فإن ذلك يكون على الأغلب بسبب أعراض الحالة المرضية المرافقة بدلًا من أعراض اضطراب دوروية المزاج. عند الأطفال والمراهقين، الأمراض التي يشيع ترافقها مع اضطراب دوروية المزاج هي اضطرابات القلق، ومشاكل التحكم في الاندفاعات، واضطرابات الأكل، واضطراب نقص الانتباه وفرط النشاط. عند البالغين، ترافق دوروية المزاج أيضًا مشاكل السيطرة على الاندفاعات. تشاهد السلوكيات التي تهدف إلى الإحساس بالإثارة في الحالات الهوسية الخفيفة. وتشمل هذه السلوكيات المقامرة والجنس القهري عند الرجال، أو الشراء القهري وحفلات الطعام عند النساء.
بالإضافة إلى الاضطرابات المرتبطة بالإحساس بالإثارة، تترافق دوروية المزاج أيضًا بالاكتئاب غير النموذجي. في إحدى الدراسات، وجدت علاقة بين الحساسية الشخصية، تفاعلية المزاج (أي الاستجابة للأحداث الإيجابية الفعلية أو المحتملة بالمزاج المشرق)، وتقلب المزاج الدوري،  وكلها أعراض اكتئاب غير نمطي. يرافق اضطراب دوروية المزاج أيضًا قلق الانفصال، وهو القلق الذي يشعر به الشخص نتيجة الانفصال عن مقدم الرعاية أو الصديق أو أحد أحبته. تشمل المشاكل الأخرى التي تميل إلى الترافق مع دوروية المزاج القلق الاجتماعي والخوف من الرفض والميل إلى معاداة أولئك الذين يرتبطون بالألم والرفض في الماضي. يميل الأشخاص الذين يعانون من دوروية المزاج إلى البحث عن علاقات قوية مع الآخرين حين يكونون في حالة الهوس الخفيف وينعزلون حين يكونون في حالة اكتئاب. يؤدي هذا عمومًا إلى علاقات قصيرة صاخبة.

## الأسباب
السبب غير معروف. تتضمن عوامل الخطر وجود تاريخ عائلي للإصابة باضطراب ثنائي القطب.
وجد عند الأقارب من الدرجة الأولى للمرضى الذين يعانون من دوروية المزاج الاضطراب الاكتئابي الكبير، الاضطراب ثنائي القطب من النوع الأول والاضطراب ثنائي القطب من النوع الثاني بنسبة أعلى مقارنةً مع عامة الناس. توجد خطورة أعلى لحدوث الاضطرابات المرتبطة بتعاطي المواد أيضًا داخل الأسرة. قد يكون أقارب الدرجة الأولى للمصابين بالاضطراب ثنائي القطب I أكثر عرضة للإصابة باضطراب دوروية المزاج مقارنة بعامة الناس.

## التشخيص
يُصنف اضطراب دوروية المزاج في الطبعة الخامسة من الدليل التشخيصي والعلاجي للاضطرابات النفسية DSM-5  كنوع فرعي من الاضطراب ثنائي القطب. المعايير هي:
1. فترات من ارتفاع المزاج وأعراض اكتئابية لنصف الوقت على الأقل خلال العامين الماضيين للبالغين وعام واحد للأطفال والمراهقين.
2. تستمر فترة استقرار الحالة المزاجية شهرين فقط على الأكثر.
3. تسبب الأعراض مشاكل كبيرة في مجال أو أكثر من مجالات الحياة.
4. لا تفي الأعراض بمعايير الاضطراب الثنائي القطب أو الاكتئاب الشديد أو أي اضطراب نفسي آخر.
5. لا تنجم الأعراض عن تعاطي المخدرات أو عن حالة طبية.

معايير الدليل التشخيصي والعلاجي للاضطرابات النفسية DSM-5 حول دوروية المزاج مقيدة وفقًا لبعض الباحثين. يؤثر هذا على تشخيص دوروية المزاج فيكون عدد الأشخاص الذين يحصلون على التشخيص أقل من العدد المحتمل. هذا يعني أن الشخص الذي يعاني من بعض أعراض الاضطراب قد لا يكون مؤهلًا للحصول على العلاج لأنه لا يستوفي جميع المعايير الضرورية الموضحة في الدليل. إضافة إلى ذلك، فإنه يؤدي أيضًا إلى زيادة الاهتمام بالاكتئاب وغيره من اضطرابات طيف ثنائية القطب إذ إن الشخص الذي لا يحقق جميع المعايير المتعلقة بدوروية المزاج، فإنه يعطى تشخيص الاكتئاب أو تشخيص طيف ثنائي القطب. قد يؤدي التشخيص غير المناسب إلى علاج الاضطراب المرافق عند بعض الأشخاص المصابين باضطراب دوروية المزاج بدلاً من التعامل مع ميولهم المزاجية الدورية.
غالبًا لا يتعرف المصابون أو المتخصصون على اضطراب دوروية المزاج بسهولة بسبب أعراضه الخفيفة ظاهريًا. بالإضافة إلى ذلك، من الصعب التعرف عليه وتصنيفه. بسبب الخلاف والمفاهيم الخاطئة بين المتخصصين في مجال الصحة والصحة النفسية، غالبًا ما يشخص اضطراب دوروية المزاج على أنه «اضطراب ثنائي القطب غير محدد». غالبًا ما يحدث الخلط بين اضطراب دوروية المزاج واضطراب الشخصية الحدية بسبب تشابه أعراضهما، خاصة عند المراهقين الأكبر سناً والشباب.
معظم الأشخاص الذين يعانون من هذا الاضطراب يطلبون المساعدة الطبية في الحالة الاكتئابية، ولا يدركون أن الحالات الهوسية التي يختبرونها غير طبيعية. تبدو مشاهد الهوس الخفيف على أنها جزء من شخصية الفرد أو ببساطة مزاج مكثف. بالإضافة إلى ذلك، يظهر الاضطراب غالبًا أثناء الطفولة أو المراهقة، ما يجعل من الصعب على الشخص التمييز بين أعراض الاضطراب وشخصيته. على سبيل المثال، قد يعتقد الناس أنهم يعانون فقط من تقلبات مزاجية ولا يدركون أنها نتيجة لحالة مرضية نفسية.

## التدبير
يعدّ العلاج السلوكي المعرفي فعالًا بشكل محتمل عند الأشخاص الذين شُخصت إصابتهم باضطراب دوروية المزاج. 
يمكن استخدام الأدوية بالإضافة إلى الأساليب السلوكية. ويجب استخدام مثبتات الحالة المزاجية قبل مضادات الاكتئاب، وإذا استخدمت مضادات الاكتئاب فيجب الحذر في استخدامها. تعتبر مضادات الاكتئاب مصدر قلق بسبب إمكانية تحفيز المشاهد الهوسية الخفيفة أو التحولات المزاجية السريعة.

## التاريخ
في عام 1883، حدد كارل لودفيج كالبوم اضطرابًا يتسم بدورات مزاجية متكررة. يحدث في هذا الاضطراب مشاهد اكتئابية وهوسية أخف حدة مقارنةً بالاضطراب ثنائي القطب. وقد صيغ المصطلح «اضطراب دوروية المزاج» من قبل كالبوم وطالبه إيوالد هيكر. طور كالبوم نظريته عن دوروية المزاج من خلال عمله مع الأشخاص الذين يعانون من هذه الأعراض في مصحة كالبورم في غورليتز في سيليزيا (ألمانيا). كان كالبوم واحدًا من كبار المعالجين بالتنويم المغناطيسي والمعالجين النفسيين في يومه. وكان تقدميًا في مجال الصحة النفسية، اعتقد أن المرض النفسي يجب ألا يحمل وصمة عار وأنه يجب معاملة الأشخاص الذين يعانون من مشاكل الصحة النفسية معاملة إنسانية. كان كالبوم أول من أدرك أن الأشخاص الذين يعانون من اضطراب دوروية المزاج غالباً لا يطلبون المساعدة بسبب أعراضه الخفيفة.
نُظر إلى دوروية المزاج بعدة طرق، فاعتُبر نوعًا فرعيًا من الاضطراب ثنائي القطب، وحالة مزاجية، وسِمة شخصية، واضطرابًا في الشخصية. وهناك أيضًا حجة مفادها أنه يجب اعتبار دوروية المزاج اضطرابًا في التطور العصبي. السمتان المميزتان للاضطراب، وفقًا لـلدليل التشخيصي والعلاجي للاضطرابات النفسية، هما وجود نوبات اكتئاب ونوبات هوسية خفيفة. يصنف اضطراب دوروية المزاج أيضًا على أنه نوع فرعي من الاضطراب ثنائي القطب في الدليل التشخيصي والعلاجي للاضطرابات النفسية، لكن بعض الباحثين لا يوافقون على هذا التصنيف ويجادلون بأنه يجب تعريفه في المقام الأول على أنه حدّة في المزاج وعدم استقرار عاطفي. في الماضي، نُظر إلى دوروية المزاج على أنها تشمل خصائص أخرى بالإضافة إلى التنقل بين الاكتئاب والهوس الخفيف، مثل تفاعلية المزاج والاندفاع والقلق.

## الوبائيات
يميل اضطراب دوروية المزاج إلى أن يُشخص بشكل قليل بسبب أعراضه الخفيفة. لم تُدرس المعدلات الدقيقة لانتشار دوروية المزاج على نطاق واسع. تقدر بعض الدراسات أن نحو 5-8% من الناس يختبرونه في مرحلة ما من حياتهم، بينما تشير دراسات أخرى إلى أن المعدل يتراوح بين 0.4 إلى 2.5%.
يبدو أن الذكور يتأثرون بشكل مساوٍ، على الرغم من أن النساء يحصلن على العلاج بصورة أكبر. يُشخص اضطراب دوروية المزاج في نحو 50% من المصابين بالاكتئاب الذين خضعوا للتقييم في العيادات النفسية الخارجية.

## الأبحاث
تناقش الأبحاث ما إذا كانت الأنواع الفرعية من الاضطراب ثنائي القطب، مثل دوروية المزاج، تمثل بالفعل اضطرابات منفصلة أو أنها جزء من طيف الاضطراب ثنائي القطب. لا يوصف عادةً اضطراب دوروية المزاج في الدراسات البحثية أو يُشخص في الحالات السريرية، ما يجعل المتخصصين أقل قدرة على التعرّف عليه وفهمه. يوحي هذا الغياب لدوروية المزاج في الأبحاث والأوساط السريرية بأنه يشخص على أنه اضطراب مزاجي آخر أو اضطراب نفسي غير عاطفي أو أنه لا يلقى عناية علمية أو سريرية بسبب عدم وضوح التشخيص أو لأن طبيعته مازالت محل خلاف كبير.